# Сан Бјађо (Терамо)
Сан Бјађо (итал. San Biagio) је насеље у Италији у округу Терамо, региону Абруцо.
Према процени из 2011. у насељу је живело 13 становника. Насеље се налази на надморској висини од 1097 м.